# Kraken (historieta de Segura/Bernet)
Kraken es una serie de cómic escrita por Antonio Segura y dibujada por Jordi Bernet, publicada originariamente en la revista Metropol en 1983. El teniente Dante, su protagonista, es un policía que patrulla las alcantarillas de Metropol, una violenta ciudad ficticia.

## Trayectoria editorial
Era una de las series estrella de la revista Metropol (de ahí el nombre de la ciudad donde transcurre). Tras el temprano cierre de esa publicación, Kraken fue continuada en Zona 84 y seriada también en la revista francesa Métal Hurlant. 
Desde 1985, empezó a ser recopilada en álbumes monográficos por parte de Toutain Editor:
- Kraken Toutain Editor, 1985
- Kraken, 2 Toutain Editor, 1987
- Kraken, 3 Toutain Editor, 1989

Lo mismo ocurrió en Francia:
- Le monstre sous la ville (1986, Gilou, ISBN 2-905146-04-4)
- Le meilleur flic de la ville (1987, Les Humanoïdes Associés, ISBN 2-7316-0484-0)
- La patrouille de l'horreur (1988, Les Humanoïdes Associés, ISBN 2-7316-0483-2)
- L'appel de l'enfer (1988, Les Humanoïdes Associés, ISBN 2-7316-0485-9)
- Le roi des égouts (1991, Soleil Productions, ISBN 2877640582)

La edición definitiva en español sería obra de Glénat, bastantes años después:
- Kraken. Formato Comic book, números del 1 al 8 (hay un retapado de los números 1 al 4), Glénat, 1997
- Kraken. Especial recopilatorio nº1 Glénat 1999
- Kraken. Especial recopilatorio nº2 Glénat 1999
- Kraken integral Glénat 2003